# HD 11964
Désignations
HD 11964 A : LTT 1036, NLTT 6529, TYC 5278-2314-1

HD 11964 est une étoile binaire de la constellation de la Baleine. Le système comprend également deux exoplanètes connues. Il est distant de ∼ 109 a.l. (∼ 33,4 pc) de la Terre et il se rapproche du système solaire avec une vitesse radiale héliocentrique de −9,34 km/s.

## Description
L'étoile primaire, désignée HD 11964 A, est une naine jaune de type spectral G9VCN+1. La notation « CN+1 » dans son suffixe indique que son spectre présente une surabondance en cyanogène. Elle est âgée d'environ sept milliards d'années. Son compagnon, désigné HD 11964 B, est une naine rouge de type spectral M0V découverte en 2000.

## Système planétaire
Les deux exoplanètes sont HD 11964 b et HD 11964 c.
| Planète    | Masse          | Demi-grand axe (ua) | Période orbitale (jours) | Excentricité | Inclinaison | Rayon |
| ---------- | -------------- | ------------------- | ------------------------ | ------------ | ----------- | ----- |
| HD 11964 b | ≥0,61 ± 0,1 MJ | 3,34 ± 0,4          | 2 110 ± 70               | 0,15         |             |       |
| HD 11964 c | ≥0,11 MJ       | 0,229               | 37,82                    | 0,06 ± 0,2   |             |       |